# Nouvion-et-Catillon
Nouvion-et-Catillon település Franciaországban, Aisne megyében. Lakosainak száma 523 fő (2022. január 1.). Nouvion-et-Catillon Courbes, La Ferté-Chevresis, Mesbrecourt-Richecourt, Monceau-lès-Leups, Nouvion-le-Comte, Remies, Renansart és Surfontaine községekkel határos.

## Népesség
A település népességének változása:
| Lakosok száma | 515  | 506  | 547  | 528  | 544  | 501  | 474  | 462  | 483  | 523  |
|               | 1968 | 1982 | 1990 | 2006 | 2013 | 2015 | 2017 | 2019 | 2020 | 2022 |